# Sierra de la Lastra
Sierra de la Lastra är en bergskedja i Spanien.   Den ligger i provinsen Province of Córdoba och regionen Andalusien, i den södra delen av landet, 300 km söder om huvudstaden Madrid.